# Liste der Kinos im Bezirk Marzahn-Hellersdorf
Die Liste der Kinos im Bezirk Marzahn-Hellersdorf enthält alle Kinos, die in den einzelnen Ortsteilen des Bezirks existiert haben oder gegenwärtig (Stand August 2016) vorhanden sind. Sie umfasst die mit der Berliner Bezirksreform 2001 zugeordneten fünf Ortsteile Biesdorf, Hellersdorf, Kaulsdorf, Mahlsdorf und Marzahn.

## Übersicht
Die Vor-Sortierung der Kinos erfolgt nach der zuletzt gültigen Bezeichnung. Kursiv gesetzt sind die historisch überlieferten Namen der Kinos.
| Name/Lage                                | Adresse                                               | Bestand        | Beschreibung, ggf. Bild |
| ---------------------------------------- | ----------------------------------------------------- | -------------- | --- |
| Bio Schiller-Lichtspiele, Capitol (Lage) | Biesdorf, Prignitzstraße 100                          | 1920–1986      | Das Kino eröffnete im Jahr 1920 in der Biesdorfer Königstraße 120 (seit 1968 Otto-Nagel-Straße) unter dem Namen Schiller-Lichtspiele und bot Platz für 250 Besucher; die Sitzplätze schwankten in den folgenden Jahren zwischen 120 und 320. Seit 1933 hieß es Capitol. Im Jahr 1934 zog die Familie des (späteren) Schauspielers Hardy Krüger in das Nachbarhaus des Kinos, was dessen Weg in die Filmbranche nach eigener Aussage maßgeblich beeinflusste. Zum Ende des Zweiten Weltkriegs schloss das Kino seine Pforten. Im Jahr 1949 nahm der Betreiber die Filmvorführungen an alter Stelle wieder auf, was aus dem weiter verwendeten Namen Capitol geschlussfolgert werden kann. Im Folgejahr erfolgte ein Umzug in die Prinzenstraße 45 (1951 umbenannt in Prignitzstraße mit anschließender Neunummerierung der Parzellen), angezeigt war zur Wiedereröffnung der Titel Kampf um Gold – Der goldene See. Im Jahr 1952 erhielt die Vorführeinrichtung den Namen Bio. Das Kino wurde im August 1986 geschlossen. |
| Central (Lage)                           | Biesdorf, Köpenicker Straße 189 Ecke Zimmermannstraße | 1948–1959      | Das Kino bot Platz für 320 Zuschauer und wurde im Dezember 1959 geschlossen. |
| CineStar (Lage)                          | Hellersdorf, Stendaler Straße 25                      | seit 1997      | Das Kino wurde im September 1997 mit 2690 Plätzen eröffnet. Es war das erste neu gebaute Multiplex-Kino in Berlin. 2012 wurden aus wirtschaftlichen Gründen fünf von ursprünglich zwölf Sälen zu Europas größtem Indoor-Hochseilgarten BergWerk umgebaut. Die verbliebenen sieben Säle haben 1470 Sitze. Das Foto zeigt hinter der Straßenbahn den Filmpalast Cinestar. |
| Gloria (Lage)                            | Mahlsdorf, Hönower Straße 76                          | 1913–1960      | Das Kino mit 391 Sitzplätzen wurde im Oktober 1960 geschlossen. 1981 wurde auf dem Grundstück eine Konsum-Kaufhalle eröffnet. Jetzt (Stand: 2018) befindet sich in dem Gebäude ein REWE-Supermarkt. |
| Kino Kiste (Lage)                        | Hellersdorf, Heidenauer Straße 10                     | seit 1991      | Die Einrichtung Die Kiste umfasst ein Kino, eine Kunstgalerie, ein Café und hier werden auch Konzerte veranstaltet. Träger dieses Hellersdorfer Kulturzentrums ist der 1990 gegründete Verein Steinstatt e. V. zusammen mit dem Verein DerArt gGmbH. – Vorgänger der Kiste war der 1988 eröffnete Jugendklub Heidenauer Straße. Der Kinobereich bietet Plätze für 76 Zuschauer, die Stühle stammen aus dem Palast der Republik. Die Betreiber bezeichnen die Einrichtung als Programmkino, sie haben ihre Angebote in Kategorien sortiert: Feinste französische Filmfeinkost, Neues aus deutschen Studios, Die bewegte Leinwand, Musiker im Kinofokus, Familien- und Kinderfilme sowie das Kino für Senioren. |
| Lichtburg (Lage)                         | Mahlsdorf, Hultschiner Damm 146                       | 1938–1964      | Das Kino wurde im Dezember 1964 geschlossen. Von 1977 bis 1993 befanden sich hier die Produktionsstudios, in denen über 1000 Filme für die Kindersendung Unser Sandmännchen entstanden. Unter dem Namen Lichtburg gab es auch im Ortsteil Gesundbrunnen ein Kino, das als Grenzkino zu Ost-Berlin bekannt war. |
| Mali (Lage)                              | Marzahn, Alt-Marzahn 54                               | 1952–1963      | Das Kino wurde im Juli 1963 geschlossen, es dient mittlerweile als Wohnhaus. |
| Sojus (Lage)                             | Marzahn, Helene-Weigel-Platz 12 (stillgelegt)         | 1981–2007      | Das Kino, dessen Grundsteinlegung 1980 erfolgte, wurde am 29. Mai 1981 eröffnet. Es war in elfmonatiger Bauzeit vom Generalauftragnehmer Bau- und Montagekombinat Ingenieurhochbau Berlin errichtet worden. Leiter der Projektierung waren Wolf-Rüdiger Eisentraut und Dietrich Kabisch. Das Gebäude ist 31 m lang, 18 m breit und 10 m hoch. Für die Außengestaltung wurden Betonwerkstein und Spaltklinker verwendet. Der Foyerbereich war mit einer Aluminium-Glas-Fassade ausgestattet. Im voll klimatisierten Kinosaal mit 320 Sitzplätzen konnten Filme vom Normal- bis zum Totalvisionsformat aufgeführt werden. Der Eintrittspreis betrug einheitlich für alle Sitzplätze 1,85 M. Nach der Wende übernahm die UFA im Oktober 1992 das Sojus und ergänzte es 1995 um zwei Säle: das Foyer des Kinos wurde zu Saal 2 mit 120 Sitzplätzen umgebaut, Saal 3 entstand aus einem Lagerraum im Keller. Die Einrichtung musste wegen finanzieller Probleme, auch aufgrund des in der Nähe eröffneten Kinos in Le Prom, zunächst im Jahr 1999 schließen. Doch kurzfristig betrieb die Kino, Kino! Entertainment GmbH das Filmtheater, die in den Sälen für wenig Eintrittsgeld Filme abspielen ließ. Als 2007 ein neuer Besitzer des Gebäudes gefunden worden war, erhielt der Kinobetreiber die Kündigung und schloss mit der letzten Vorstellung des Films Prinzessinnenbad. Das Bezirksamt sorgte anschließend für einen vorläufigen Schutz des Gebäudes vor Vandalismus, entwickelt aber auch Ideen für eine neue Nutzung des Hauses. Einer Zeitung teilten engagierte Bürger ihre Vorstellungen mit: „Ein Kinosaal für experimentelle Filme soll erhalten werden. Wir wollen eine Stätte für Jung und Alt schaffen, mit Seniorentee und Kinderdisco.“ Für eine Sanierung und Umgestaltung des Sojus sind noch sehr viele Spenden nötig (Stand Sommer 2016). Das Kino sollte Anfang 2017 abgerissen und auf dem Grundstück bis Ende 2018 ein Supermarkt und seniorengerechte Wohnungen errichtet werden. Der geplante Abriss verzögerte sich wegen weiterer Besitzeinträge im Grundbuch, der Investor hält an seinen Plänen fest. Zwischenzeitlich war der Abriss für Ende 2018 oder Anfang 2019 geplant, allerdings Ende 2024 noch immer nicht begonnen worden. Der „Sojus“-Schriftzug ist eingelagert. |
| UCI Kinowelt Am Eastgate (Lage)          | Marzahn, Märkische Allee 176-178                      | seit 1999      | Das Kino wurde im April 1999 eröffnet und nach seiner Lage im gleichnamigen Freizeitzentrum als UCI Kinowelt Le Prom benannt. 2005 eröffnete in unmittelbarer Nähe das Einkaufszentrum Eastgate Berlin. Daher wechselte das Kino seinen Namen. Es verfügt über acht Kinosäle mit 1650 Plätzen. |
| Volks-Lichtspiele (Lage)                 | Kaulsdorf, Alt-Kaulsdorf 15                           | nach 1945–1963 | Das Gebäude entstand um 1935 vermutlich als zusätzlicher Saal für den benachbarten Dorfkrug im Haus Nummer 13. Seit wann in dem Anbau Kinovorstellungen stattfanden, ist nicht bekannt. Es bot 210 Sitzplätze und wurde im Dezember 1963 geschlossen, steht seitdem leer und verfällt, obwohl es denkmalgeschützt ist. |